# Целиноградский областной комитет КП Казахстана
Целиноградский областной комитет КП Казахстана (до 1960 года — Акмолинский) — орган управления Целиноградской (до 1960 Акмолинской) областной партийной организацией КП(б) — КП Казахстана (1940—1991 годы).
Акмолинская область была образована 14 октября 1939 на части территории Карагандинской области Казахской ССР.
26 декабря 1960 года упразднена, территория области вошла в состав Целинного края. Центр — г. Акмолинск.
24 апреля 1961 была образована Целиноградская область из 14 районов с центром в Целинограде (так с 20 марта 1961 стал называться Акмолинск). До 16 октября 1965 находилась в составе Целинного края, затем — непосредственно в Казахской ССР.
С 9 июля 1992 — снова Акмолинская область.

## Первые секретари Акмолинского обкома (1940—1960)
- 03.1940 — 1941: Алексинцев, Григорий Васильевич (10.1939-03.1940 — первый секретарь оргбюро ЦК ВКП(б) по Акмолинской области)
- 1941—1944: Купаев, Алексей Трофимович
- 1944—1945: Жанбаев, Сагалбай
- 1945—1950: Луценко, Михаил Николаевич
- 1950 — 11.1951: Тайбеков Елубай Базимович
- 11.1951 — 03.1956: Журин, Николай Иванович
- 03.1956 — 1957: Бородин Андрей Михайлович
- 1957—1958: Мельник, Григорий Андреевич
- 1958—1960: Новиков, Семён Михайлович

## Первые секретари Целиноградского обкома (1961—1991)
- 1961-1963 Ниязбеков Сабир Билялович
- 1963-12.1964 (сельский) Демиденко Василий Петрович
- 12.1964-11.1965 Демиденко Василий Петрович
- 11.1965-4.04.1978 Кручина Николай Ефимович
- 4.04.1978-1.09.1986 Морозов Николай Ефимович
- 1.09.1986-7.09.1991 Браун Андрей Георгиевич